# Innsbrucker Musikverein
Der Verein zur Beförderung der Tonkunst war ein Musikverein in Innsbruck, der 1818 gegründet wurde. Aus ihm gingen später das Tiroler Symphonieorchester Innsbruck, das Tiroler Landeskonservatorium und die Musikschule der Stadt Innsbruck hervor.

## Geschichte
Der Verein ging auf die Initiative des Benediktinerpaters Martin Goller zurück, der in Innsbruck ab 1812 als Musiklehrer wirkte. Nach einer ersten Akademischen Musikgesellschaft, die er mit Studenten gegründet hatte, war er im Juni 1818 an der Gründung des Musikvereins beteiligt, an den eine Musikschule angeschlossen war. Der Unterricht war allen sozialen Schichten zugänglich: mittellose Schüler genossen ihre Ausbildung auf Kosten des Vereins, allerdings mit der Verpflichtung, nach Studienende drei Jahre unentgeltlich bei Aufführungen des Musikvereins mitzuwirken. Die Tätigkeiten des Vereins wurden von einem Musikdirektor geleitet. Unter Josef Pembaur, der den Posten 40 Jahre lang bekleidete, wurde das Musikvereinsgebäude errichtet, das am 16. April 1912 eingeweiht werden konnte. Heute ist dort das Tiroler Landeskonservatorium untergebracht.
Während des Ersten Weltkriegs und der folgenden Wirtschaftskrise geriet der Verein in eine schwere Krise, doch erfuhr er Unterstützung durch die Stadt Innsbruck und 1934 erhielt die Vereinsmusikschule durch das Bildungsministerium den Status eines Konservatoriums. Unter nationalsozialistischer Herrschaft wurde der Innsbrucker Musikverein 1941 formell aufgelöst, nachdem nach und nach seine Tätigkeiten eingeschränkt worden waren. Das Konservatorium wurde (bereits 1938) von der Stadt übernommen.